# Шильдбах, Константин Константинович
Константин Константинович Шильдбах (Литовцев) (1872, Москва — 20 февраля 1939 года, там же) — русский военный деятель.

## Биография
Родился 24 января (5 февраля) 1872 года в семье финансиста, создателя Московского кредитного общества, второго в России, действительного статского советника, почётного гражданина города Москвы, потомственного дворянина Константина Карловича Шильдбаха (1819—1892). Его матерью была Александра Семёновна Афанасьева (1834—1877), представительница известного купеческого рода. До этого военных в роду не было, но четыре старших брата Константина стали офицерами. Самый старший, гвардии штаб-ротмистр, участник Русско-турецкой войны Александр Константинович (1853—1915). Подпоручик лейб-гвардии Егерского полка Николай Константинович (1855—1877), погиб под Плевной 12 октября 1877 года. Сергей Константинович (1858—1919) окончил Александровское военное училище. Полковник Алексей Константинович (род в 1863 г) умер в Москве в 1908 году. Гвардейский штабс-ротмистр Александр Константинович остался в истории как один из основателей в 1901 году Общества любителей лыжного спорта, от футбольной секции которого ведёт свою официальную историю футбольный клуб ЦСКА.
Константин Константинович Шильдбах окончил 3-й Московский кадетский корпус, затем — 3-е Александровское военное училище (по 1-му разряду; записан на мраморной доске) и в 1890 году вышел в 1-й стрелковый Его Величества лейб-гвардии полк. В 1896 году окончил Николаевскую академию Генерального штаба (по 1-му разряду), после чего продолжил службу на различных штабных должностях.
С 5 апреля 1898 года — старший адъютант штаба 2-й гвардейской кавалерийской дивизии. 3 апреля 1900 года назначен старшим адъютантом штаба 1-го армейского корпуса, а 23 июля того же года — обер-офицером для поручений при штабе войск Гвардии и Петербургского военного округа. 2 февраля 1902 года повышен до штаб-офицера для поручений, а 25 апреля 1903 года назначен старшим адъютантом штаба войск Гвардии и Петербургского военного округа.
В 1905 году произведён в полковники и 20 февраля 1907 года назначен начальником штаба 2-й гвардейской пехотной дивизии.
С 10 марта 1912 по 31 декабря 1913 года — командир 148-го пехотного Каспийского полка.
31 декабря 1913 года произведён в генерал-майоры и назначен командиром Лейб-гвардии Литовского полка, во главе которого вступил в Первую мировую войну. Участвовал в походе в Восточную Пруссию в августе 1914 года; 8 ноября 1914 года награждён орденом Св. Георгия 4-й степени.
В 1915 году на волне растущих в обществе германофобских настроений и из личных патриотических чувств изменил фамилию на «Литовцев» — по имени полка; 24 июня 1915 года был назначен командиром 1-й бригады 3-й гвардейской пехотной дивизии; 24 января 1916 года назначен на должность начальника штаба 39-го армейского корпуса; 14 октября 1916 года назначен командующим 102-й пехотной дивизией.
С 10 апреля 1917 года состоял в резерве чинов при штабе Киевского военного округа, но уже 7 мая назначен командующим 79-й пехотной дивизией. В том же году произведён в генерал-лейтенанты с утверждением в должности начальника дивизии.
В 1918 году служил в армии Украинской Державы у гетмана Скоропадского. На Полтавщине сформировал и стал командиром Лубенского гайдамацкого куреня (полка).
Осенью 1918 года стал одним из руководителей организации «Наша Родина», возглавлявшейся, наряду с герцогом Г. Н. Лейхтенбергским, монархистом М. Е. Акацатовым. Под эгидой этого союза в Киеве с июля 1918 года формировалась Южная армия Белого движения, где Шильдбах был назначен начальником штаба. Все чины этой армии носили на рукавах мундиров не бело-сине-красные «национальные углы», а черно-жёлто-белые «романовские» шевроны.
В ноябре 1918 года из-за антигетманского восстания Шильдбах бежал в Одессу, где прожил до начала 1920 года. Укрывался от призыва в РККА и состоял на учёте в Добровольческой армии.
В 1920 году был судим революционным трибуналом за службу в Белой армии, но смог оправдаться. Второй раз был арестован в июне 1921 года в Сухуми. После освобождения в 1922 году переехал в Москву, где преподавал в Высшей военно-педагогической школе, Тимирязевской академии и Горной академии. В третий раз был арестован по делу «Весна» 30 декабря 1930 года (вместе с другим профессором Горной академии, В. А. Афанасьевым). Освобождён 20 мая 1931 года с лишением права проживания в центральных районах СССР на 3 года. После окончания срока возвратился в Москву, но на прежнюю профессорскую должность вернуться ему не удалось и пришлось пойти работать плановиком-экономистом в артели парикмахеров во Фрунзенском районе Москвы. Проживал по адресу: Москва, улица Малая Никитская, дом 14, квартира 4.
Последний арест — 6 сентября 1938 года; обвинялся в антисоветской деятельности и шпионаже. Расстрелян 20 февраля 1939 года. Похоронен в Москве на Донском кладбище, в общей могиле. Реабилитирован 4 октября 1996 года.

## Награды
- Орден Святого Станислава 3-й степени (1897)
- Орден Святой Анны 3-й степени (1901)
- Орден Святого Станислава 2-й степени (1904)
- Орден Святого Владимира 4-й степени (1906)
- Орден Святого Владимира 3-й степени (1908)
- Орден Святого Георгия 4-й степени (22.10.1914)
- Мечи к ордену Святого Владимира 3-й степени (31.01.1915)
- Орден Святого Станислава 1-й степени с мечами (21.05.1915)
- Орден Святого Владимира 2-й степени с мечами (29.09.1915)
- Высочайшее благоволение (21.08.1916; за боевые отличия)